# Eden Ahbez
George Alexander Aberle, plus connu sous son nom d'artiste eden ahbez (sans majuscules), né le 15 avril 1908 à Brooklyn et décédé le 4 mars 1995 à Los Angeles, est un auteur-compositeur-interprète américain d'exotica, connu dans les années 1940 à 1960, et dont le style de vie a influencé le mouvement hippie.

## Biographie
Dès l'âge de 13 ans, eden ahbez prend la route pour échapper à sa famille d'accueil. Quand il s'installe en Californie au début des années 1940, il fait huit fois la traversée des États-Unis, à pied et en sautant dans les trains de marchandises. Ahbez vivait dans les années 1940 une vie bucolique, il portait une barbe et des cheveux longs, des sandales et une longue robe. Il campait sous le premier L du panneau Hollywood qui domine Los Angeles et étudiait le mysticisme oriental. Il dort à la belle étoile avec sa famille et mange des légumes et des fruits. Il prétend pouvoir vivre avec moins de 3 dollars par semaine. Il était élevé sous le nom de George McGrew,. Il se souvient d'avoir dit un jour à un policier : « J'ai l'air d'un fou mais je ne le suis pas. Et le plus drôle, c'est que d'autres personnes n'ont pas l'air fou mais le sont. »
Ses amis l'appelaient simplement ahbez. Eden ahbez est principalement connu pour avoir écrit et composé le standard de jazz Nature Boy, qui est interprété par Nat King Cole. Il reste no 1 au hit-parade américain pendant huit semaines en 1948 et devint un « standard » de la musique jazz puis pop.
En 1947, il épouse Anna Jacobson un mois après leur rencontre,, ; le couple a eu un fils, Tatha Om Ahbez, le 9 octobre 1948.